# Swaefbert
Swaefbert was van ca.710 tot 738 medekoning van Essex, mogelijk enkel het subkoninkrijk Middlesex.
Voor een deel van zijn regering regeerde hij waarschijnlijk samen met Saelred. Zijn jaar van overlijden staat vermeld in de Angelsaksische kroniek, maar de omstandigheden worden niet vermeld.